# Joan Massana

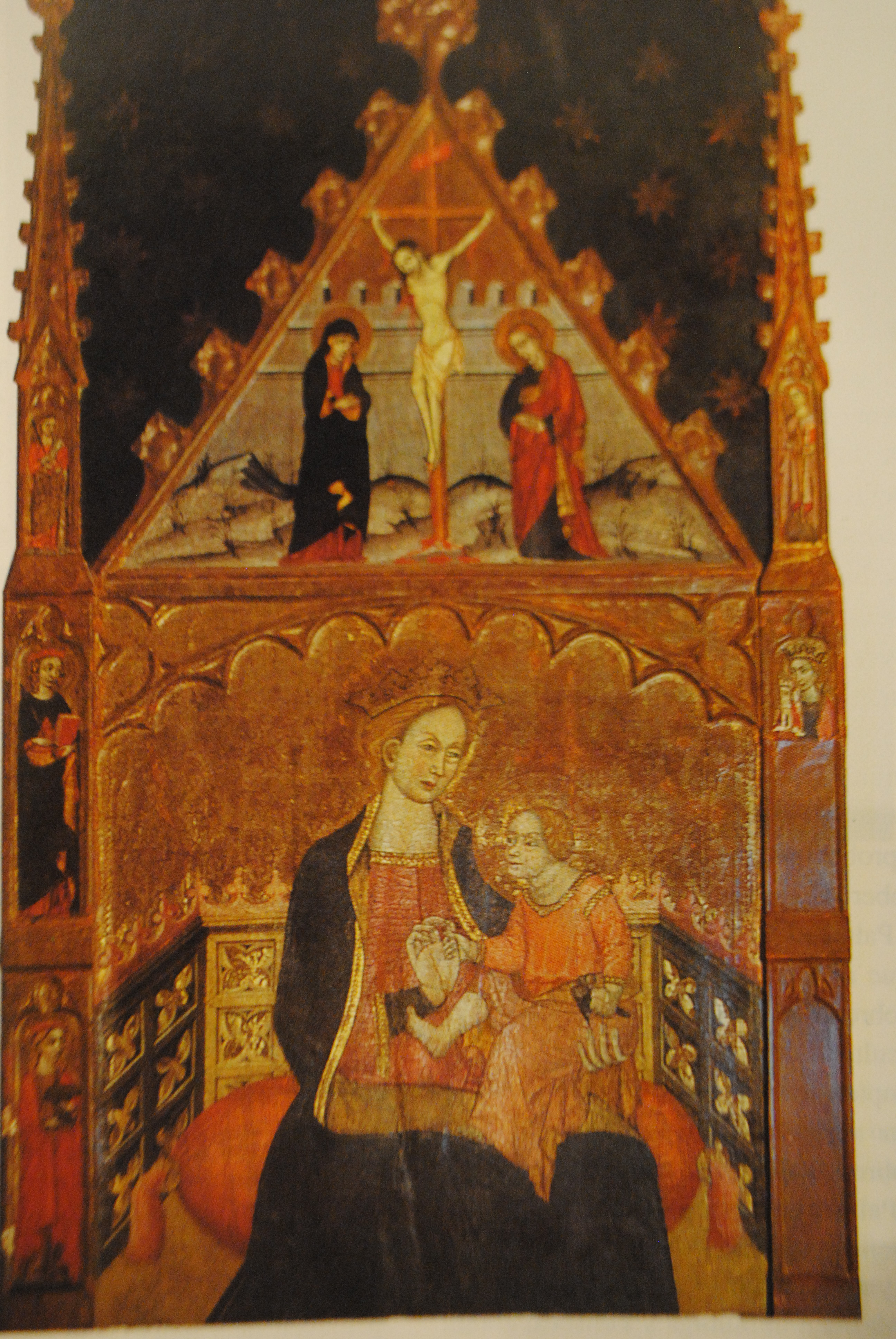
La Virgen con el Niño del pajarito, temple sobre tabla, 223 x 123 cm, retablo de Santa María del Camino.

Joan Massana (ft. 1374-1412) fue un pintor gótico español activo en Mallorca.
De Joan Massana se sabe que en 1374 compró una casa con taller en la llamada calle de los Pintores de la vieja Almudaina de Palma de Mallorca, en la vecindad de otras familias de artistas, casas que en 1382 en unión de su esposa Bartolomeua vendió a un bordador. Como pintor se documentan labores de dorado y encarnado en el Palacio Real de La Almudaina, para cuya capilla doró en 1388 una lámpara, y en la catedral, donde en 1389 se ocupó del encarnado de las manos y cara de un relicario de plata antigua y en 1397 de dar color a un crucifijo de madera para la sacristía de la torre.
Como retablero solo se ha podido documentar a su nombre la pintura al temple del retablo de Santa María del Camino, conservado en el ayuntamiento de la localidad, por el que se le hicieron diversos pagos entre 1386 y 1390 con no pocas dificultades por los problemas económicos que vivía la isla, hasta el punto de tener que subastar las autoridades municipales un caballo y un asno para terminar de pagar al pintor. Atribuido en el pasado a Joan Daurer, consta de una tabla central, con la Virgen entronizada sosteniendo con una mano al Niño sobre la rodilla y con la otra el cabo de la cuerda que sujeta al pajarillo con el que juega el Niño Jesús, un ático o cumbrera en forma de triángulo equilátero, con el Calvario, y dos montantes a los lados, rematados con pináculos, con seis santas.